# Fortunio
Fortunio  è un nome proprio di persona italiano maschile.

## Varianti
- Femminili: Fortunia[1][3]

### Varianti in altre lingue
- Catalano: Fortuny[4]
- Latino: Fortunius[3][4]
- Spagnolo: Fortunio[4]

## Origine e diffusione
Deriva dal latino Fortunius, da intendersi come nome teoforico riferito alla dea romana Fortuna (quindi "sacro a Fortuna"), o più semplicemente tratto dal termine fortuna ("fortuna", "fato", "destino", quindi "fortunato"). Etimologicamente, è quindi affine ai nomi Fortunato e Fortuna (oltre che, secondo alcune fonti, al nome spagnolo Ordoño, che sarebbe derivato proprio da Fortunio).
In Italia è attestato sporadicamente nel Centro-Nord, ed ha matrice teatrale e letteraria: infatti, oltre ad essere stato adoperato già nella commedia dell'arte, è portato anche dal protagonista del romanzo di Teophile Gauthier Fortunio, e di varie opere musicali da esso tratte.

## Onomastico
Il nome è adespota, ovvero non è portato da alcun santo; l'onomastico ricorre quindi il 1º novembre, giorno di Ognissanti.

## Persone

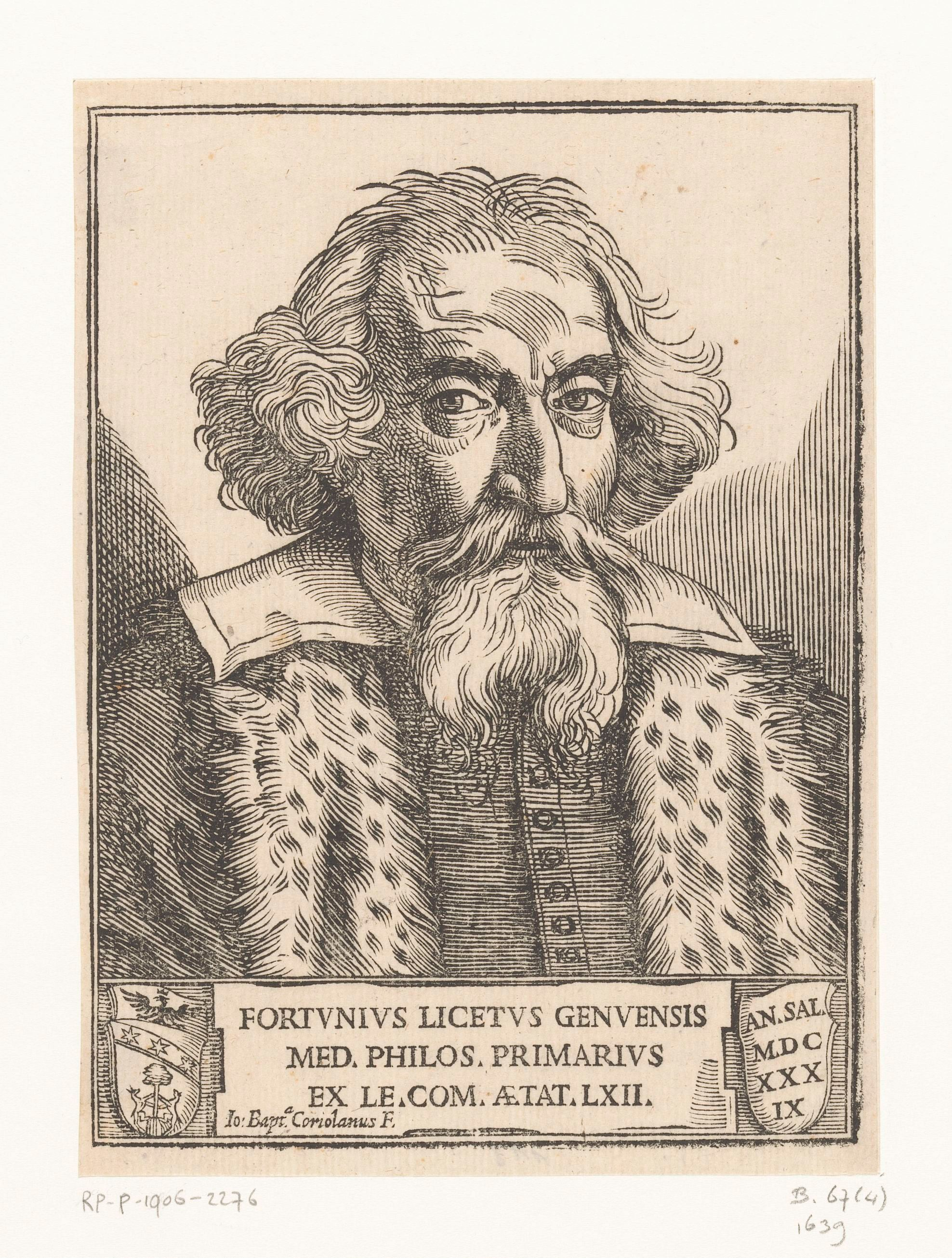
Fortunio Liceti

- Fortunio Affaitati, medico e astrologo italiano
- Fortunio Bonanova, baritono e attore spagnolo
- Fortunio Liceti, medico, filosofo e scienziato italiano

## Il nome nelle arti
- Fortunio è un personaggio del romanzo omonimo di Théophile Gautier e di varie opere musicali ad esso ispirate.